# Fernand Detaille
Pour les articles homonymes, voir Detaille.
Fernand Detaille est un photographe, illustrateur et éditeur français, né le 22 septembre 1875 à Amiens et mort le 30 avril 1954 à Marseille.

## Biographie
Lorsque Félix Tournachon, dit Nadar, quitte Paris en 1897, il s'installe à Marseille.   En 1901 il vend son affaire à un photographe genevois, Fred Boissonnas, et à l'assistant de ce dernier, Fernand Detaille.
En 1910 Fernand Detaille reste le seul propriétaire de l'atelier et devient le photographe attitré de l'évêché et de la société marseillaise. Il ne photographie pas que les notabilités de Marseille ou de passage, mais tout autant le peuple et les quartiers de la cité phocéenne. Il réalise des reportages tels que les Expositions coloniales de 1906 et de 1922, l'incendie des Nouvelles Galeries en 1938, la destruction du quartier du Panier en 1943, les visites du Négus en 1930 et du roi de Yougoslavie en 1934. 
Il utilise ses clichés pour illustrer en héliogravure les livres qu'il édite. 
Fernand a un frère jumeau, Georges, lui aussi photographe. Ce frère est installé à Monaco. Il réalise les portraits du prince Albert Ier. Les deux frères coopéreront professionnellement toute leur vie. 
Fernand a un fils, Albert, qui travaille avec son père puis prend la relève lorsque Fernand Defaille cesse son activité vers 1950. Gérard, fils d'Albert, est à son tour photographe ; il ouvre une galerie photo à Marseille et valorise les travaux des Detaille.

## Œuvres

### Illustrateur
- Henri Algoud, Les tapisseries du musée de l'ancien archevêché à Aix-en-Provence, photographies de F. et A. Detaille et illustrations Fernand Detaille, Marseille, 1930 F. Detaille éditeur, 45 p. lire en ligne sur Gallica
- Henri Dobler, Le Cadre de la vie mondaine à Aix-en-Provence, Marseille, 1928, F. Detaille éditeur, 190 p.
- Henri Algoud, Mas et Bastides de Provence, 1927, Marseille, F. Detaille éditeur, 162 p.
- Jeanne de Flandreysy, La femme provençale, Marseille, 1922, F. Detaille éditeur, 150 p.
- Jeanne de Flandreysy, La Provence au pays d'Arles , Marseille,  1912, éd. Boissonnas et Detaille, 163 p.
- Elzeard  Rougier Marseille, son vieux port, Marseille, 1909, Boissonnas Et Detaille Editeurs, 151 p.